# Horná Ves (okres Žiar nad Hronom)
Horná Ves je obec na Slovensku v okrese Žiar nad Hronom v Banskobystrickém kraji ležící 2 km na jih od Kremnice.
První písemná zmínka pochází z roku 1429. V obci je moderní kostel zasvěcený blahoslavenému Janu Pavlu II.